# پورانیو
پورانیو (به ایتالیایی: Peveragno) یک کومونه در ایتالیا است که در استان کونیو واقع شده‌است.

## خصوصیات
پورانیو ۶۸٫۳ کیلومترمربع مساحت و ۵٬۲۷۶ نفر جمعیت دارد و ۵۷۵ متر بالاتر از سطح دریا واقع شده‌است.